# Bettws-y-Crwyn
Pour les articles homonymes, voir Bettws.
Bettws-y-Crwyn est une paroisse civile et un village du Shropshire, en Angleterre.